# سن سنان
سن سنان (بالصينية: 孙思楠) هي لاعب هوكي الحقل صينية، ولدت في 2 أكتوبر 1988.

## وصلات خارجية
- سن سنان على موقع الاتحاد الدولي للهوكي (الإنجليزية)
- سن سنان على موقع أوليمبيديا (الإنجليزية)